# Arrhyton redimitum
Arrhyton redimitum är en ormart som beskrevs av Cope 1863. Arrhyton redimitum ingår i släktet Arrhyton och familjen snokar. Inga underarter finns listade i Catalogue of Life.
Arten förekommer i södra Kuba. Den lever i mer torra skogar och buskskogar. Individerna gömmer sig i lövskiktet, under stenar eller bakom annan bråte. Ibland besöks trädodlingar. Honor lägger ägg.
Landskapets omvandling till jordbruksmark och produktionen av träkol påverkar beståndet negativt. Troligtvis faller några exemplar offer för introducerade råttor, katter och manguster. Arrhyton redimitum är allmänt sällsynt men i lämpliga habitat hittas ganska många exemplar. IUCN listar arten som livskraftig (LC).